# Уст Ордински бурятски автономен окръг
Уст Ордински бурятски автономен окръг (на руски: Усть-Ордынский Бурятский автономный округ; на бурятски: Усть-Ордын Буряадай автономито тойрог) е бивш субект на Руската федерация, влизал в състава на Иркутска област със статут на автономен окръг.
Административен център на окръга е селището от селски тип Уст Ординский. Площта му е 22,4 хил. km², а населението – 143,4 хил. души (2001).

## Сливане
На 11 октомври 2005 г. между властите на Иркутска област и Уст Ординския бурятски автономен окръг (УОБАО) в Уст Ординский е подписан договор за обединение на 2-те административни единици. Документът определя пълномощията на органите на държавните власти на субектите на Федерацията и бюджетните процеси в уедрения регион.
Новият субект на Руската федерация се нарича „Иркутска област“ и е правоприемник на двата субекта. УОБАО влиза в неговия състав с особен административен статут и се нарича Уст Ордински бурятски окръг. Договорът предвижда, че регионалните данъци, събирани в УОБО, ще остават в неговия бюджет.
На 11 октомври 2005 г. парламентите на Иркутска област и Уст Ординския бурятски автономен окръг приемат обръщение към президента на Руската федерация „За образуване на новия субект на Федерацията“. В резултат от референдума за обединението новата обединена Иркутска област е обявена от 1 януари 2008 г.

## Райони
- Аларски район
- Баяндаевски район
- Бохански район
- Нукутски район
- Осински район
- Ехирит-Булагатски район

- Разположение в Иркутска област